# كارل غوستاف أكرمان
كارل غوستاف أكرمان (و. 1820 – 1901 م) هو كاتب عدل، ومحامي، وسياسي ألماني، ولد في إلستربرغ، توفي في درسدن، عن عمر يناهز 81 عاماً.

## مناصب
تولى منصب عضو مجلس النواب الألماني للإمبراطورية الألمانية ‏ (9 مارس 1871–29 نوفمبر 1873)
- Member of the Customs Parliament ‏

.

## التعليم
تعلم في جامعة لايبتزغ
.

## جوائز
حصل على جوائز منها:

وسام ألبرت الملكي الساكسوني ‏